# (18456) Mišík
(18456) Mišík, désignation internationale (18456) Misik, est un astéroïde de la ceinture principale.

## Description
(18456) Misik est un astéroïde de la ceinture principale. Il fut découvert le 8 mars 1995 à l'Observatoire Kleť par Miloš Tichý et Jana Tichá. Il présente une orbite caractérisée par un demi-grand axe de 2,26 UA, une excentricité de 0,10 et une inclinaison de 7,1° par rapport à l'écliptique.

## Compléments